# Amor de verano
«Amor de verano» es una canción del grupo de pop español Dúo Dinámico, publicada en 1963.

## Descripción
Popularmente conocida como «El final del verano», coincidiendo con las primeras palabras de la letra del tema. Se trata de una balada romántica en la que se canta al amor conocido durante las vacaciones estivales y que es despedido sin saber si existirá alguna vez el reencuentro.
Está incluido en un EP publicado en 1963, del que también forman parte los temas «Soñando», «Eres tú» y «Con sabor europeo».
En el imaginario colectivo de los españoles el tema está irremisiblemente asociado a la serie de televisión Verano azul, de cuyo último episodio fue el tema principal.
En 2011 el Dúo Dinámico volvió a grabar la canción con Carlos Baute.